# World Series of Poker 2006, resultat
Denna artikel är en lista över restultaten för World Series of Poker 2006 (WSOP), med statistik finalbordresultat och utbetalningar.

## Resultat

### Event 1: $500 No Limit Hold 'em--Casino Employees
Detta event var det första under WSOP 2006. En $500 no-limit Texas hold'em-turnering avsedd för kasinopersonal i Nevada, USA.
- Antal inköp: 1 232
- Sammanlagd prispott: $554 400
- Antal utbetalningar: 101
- Vinnande hand:  4♥ 3♣

| Placering | Namn                  | Pris (USD) |
| --------- | --------------------- | ---------- |
| 1         | Chris Gros            | $127 496   |
| 2         | Bryan Devonshire      | $66 528    |
| 3         | R.J. Wright           | $38 531    |
| 4         | Scott Clark           | $27 720    |
| 5         | Christopher Himmenger | $22 176    |
| 6         | Craig Federspiel      | $19 404    |
| 7         | David Wortham         | $16 632    |
| 8         | Marsha Waggoner       | $13 860    |
| 9         | Barry Goldberg        | $12 474    |

### Event 2: $1 500 No Limit Hold 'em
Detta event var en $1 500 no-limit Texas hold'em-turnering. Det var den första turneringen för allmänheten under WSOP 2006.
- Antal inköp: 2 776
- Sammanlagd prispott: $3 789 240
- Antal utbetalningar: 277
- Vinnande hand: Q♠  5♥

| Placering | Namn                  | Pris     |
| --------- | --------------------- | -------- |
| 1         | Brandon Cantu         | $757 839 |
| 2         | Phong "Mark" Ly       | $416 816 |
| 3         | Drew Rubin            | $226 597 |
| 4         | Lee Padilla           | $176 579 |
| 5         | Brent Roberts         | $151 570 |
| 6         | Don Zewin             | $126 940 |
| 7         | Ron Stanley           | $107 614 |
| 8         | Mark Swartz           | $88 668  |
| 9         | Juan Carlos Mortensen | $71 617  |

### Event 3: $1 500 Pot Limit Hold 'em
Detta event var en $1 500 pot limit Texas hold'em-turnering. Det var ett tredagarsevent med en förstaplats på $345 984.
- Antal inköp: 1 102
- Sammanlagd prispott: $1 504 230
- Antal utbetalningar: 99
- Vinnande hand:  8♦ 4♦

| Placering | Namn             | Pris     |
| --------- | ---------------- | -------- |
| 1         | Rafe Furst       | $345 984 |
| 2         | Rocky Enciso     | $180 508 |
| 3         | Eric Lynch       | $104 544 |
| 4         | George Bronstein | $75 212  |
| 5         | Burt Boutin      | $60 169  |
| 6         | Can Kim Hua      | $52 648  |
| 7         | Richard Chase    | $45 127  |
| 8         | John Juanda      | $37 606  |
| 9         | Alan Gilbert     | $33 845  |

### Event 4: $1 500 Limit Hold 'em
Detta event var en $1 500 limit Texas hold'em-turnering. Det var ett tredagarsevent med en förstaplats på $335 289.
- Antal inköp: 1 068
- Sammanlagd prispott: $1 457 820
- Antal utbetalningar: 100
- Vinnande hand:  10♦ 6♠

| Placering | Namn               | Pris     |
| --------- | ------------------ | -------- |
| 1         | Kianoush Abolfathi | $335 289 |
| 2         | Eric Buchman       | $174 938 |
| 3         | Josh Schlein       | $101 318 |
| 4         | Michele Lewis      | $72 891  |
| 5         | Vipul Kothari      | $58 313  |
| 6         | Hank Sparks        | $51 029  |
| 7         | Patrick Maloney    | $43 735  |
| 8         | Lars Hansen        | $36 446  |
| 9         | Matt Elsby         | $32 801  |

### Event 5: $2 500 No Limit Hold 'em short-handed
Detta event var en $2 500 no-limit Texas hold'em-turnering, med maximalt sex spelare per bord. Det var ett tredagarsevent med en förstaplats på $475 712.
- Antal inköp: 824
- Sammanlagd prispott: $1 895 200
- Antal utbetalningar: 90
- Vinnande hand:  A♦ 5♥

| Placering | Namn              | Pris     |
| --------- | ----------------- | -------- |
| 1         | Russ "Dutch" Boyd | $475 712 |
| 2         | Joe Hachem        | $256 800 |
| 3         | Jeff Knight       | $153 511 |
| 4         | Mike Goodman      | $115 607 |
| 5         | Pete Hassett      | $91 917  |
| 6         | David Solomon     | $68 227  |

### Event 6: $2 000 No Limit Hold 'em
Detta var en $2 000 no-limit Texas hold'em-turnering. Det var ett tredagarsevent med en förstaplats på $803 274.
- Antal inköp: 1919
- Sammanlagd prispott: $3 492 580
- Antal utbetalningar: 155
- Vinnande hand: Q♣ T♣

| Placering | Namn                  | Pris     |
| --------- | --------------------- | -------- |
| 1         | Mark Vos              | $803 274 |
| 2         | Nam Le                | $401 647 |
| 3         | John Reiss Jr         | $209 555 |
| 4         | Thomas Hunt III       | $160 659 |
| 5         | Willard Chang         | $136 211 |
| 6         | Kevin Peterson        | $115 285 |
| 7         | Vanessa Selbst        | $101 285 |
| 8         | David Wells           | $87 315  |
| 9         | Juan Carlos Mortensen | $73 344  |

### Event 7: $3 000 Limit Hold 'em
Detta event var en $3 000 limit Texas hold'em-turnering. Det var ett tredagarsevent med en förstaplats på $343 618.
- Antal inköp: 415
- Sammanlagd prispott: $1 145 400
- Antal utbetalningar: 46
- Vinnande hand:  A♥ 4♦

| Placering | Namn              | Pris     |
| --------- | ----------------- | -------- |
| 1         | William Chen      | $343 618 |
| 2         | Yueqi Zhu         | $184 409 |
| 3         | Henry Nguyen      | $91 632  |
| 4         | Karlo Lopez       | $80 178  |
| 5         | Danny Ciaramella  | $68 724  |
| 6         | Larry Thomas      | $57 270  |
| 7         | Allan Puzantyan   | $45 816  |
| 8         | Ernie Scherer III | $34 362  |
| 9         | Jeff Lisandro     | $22 908  |

### Event 8: $2 000 Omaha Hi-low Split
Detta event var en $2 000 limit Omaha High-low split-turnering. Det var ett tredagarsevent med en förstaplats på $341 426.
- Antal inköp: 670
- Sammanlagd prispott: $1 219 400
- Antal utbetalningar: 65
- Vinnande hand:  A♥ 4♦  7♣  4♥

| Placering | Namn            | Pris     |
| --------- | --------------- | -------- |
| 1         | Jack Zwerner    | $341 426 |
| 2         | Rusty Mandap    | $176 813 |
| 3         | Jeff Madsen     | $97 552  |
| 4         | Cong Do         | $85 358  |
| 5         | Bob Mangino     | $73 164  |
| 6         | Robert Collins  | $60 970  |
| 7         | Daniel Negreanu | $48 776  |
| 8         | Russell Salzer  | $36 582  |
| 9         | Steven Lustig   | $24 388  |

Detta var den första av Madsens (World Series of Poker Player of the Year 2006) topp tre-placeringar detta år.

### Event 9: $5 000 No Limit Hold'em
- Antal inköp: 622
- Sammanlagd prispott: $2 293 400
- Antal utbetalningar: 63
- Vinnande hand:  5♦ 3♦

| Placering | Namn             | Pris     |
| --------- | ---------------- | -------- |
| 1         | Jeff Cabanillas  | $818 546 |
| 2         | Phil Hellmuth Jr | $423 893 |
| 3         | Eugene Todd      | $233 872 |
| 4         | Marcel Lüske     | $204 638 |
| 5         | Isabelle Mercier | $175 404 |
| 6         | Thomas Schreiber | $146 170 |
| 7         | Douglas Carli    | $116 936 |
| 8         | Vinnie Vinh      | $87 702  |
| 9         | Danny Smi        | $58 468  |

### Event 10: $1 500 7 Card Stud
- Antal inköp: 478
- Sammanlagd prispott: $652 470
- Antal utbetalningar: 40
- Vinnande hand: K♠  3♥  4♣ 6♠ 4♠  J♦ 8♥

| Placering | Namn            | Pris     |
| --------- | --------------- | -------- |
| 1         | David Williams  | $163 118 |
| 2         | John Hoang      | $110 920 |
| 3         | Jack Duncan     | $71 772  |
| 4         | Mitchell Ledis  | $45 673  |
| 5         | John Cernuto    | $35 886  |
| 6         | Ivan Schertzer  | $29 361  |
| 7         | Johnny Chan     | $22 836  |
| 8         | Matt Hawrilenko | $16 312  |

### Event 11: $1 500 Limit Hold'em
- Antal inköp: 701
- Total prispott: $956 865
- Antal utbetalningar: 72
- Vinnande hand:  Q♥  3♠

| Placering | Namn              | Pris     |
| --------- | ----------------- | -------- |
| 1         | Bob Chalmers      | $258 344 |
| 2         | Tam Ho            | $135 396 |
| 3         | Warren Wooldridge | $76 549  |
| 4         | Thanh Nguyen      | $66 981  |
| 5         | Doug Saab         | $57 412  |
| 6         | Jan Sjåvik        | $47 843  |
| 7         | Graham Duke       | $38 275  |
| 8         | Bob Bartmann      | $28 706  |
| 9         | David Calla       | $19 137  |

### Event 12: $5 000 Omaha Hi-low Split
Detta event var en $5 000 Limit Omaha High-low split-turnering. Det var ett tvådagarsevent med en förstaplats på $398 560.
- Antal inköp: 265
- Total prispott: $1 245 000
- Antal utbetalningar: 26

| Placering | Namn             | Pris     |
| --------- | ---------------- | -------- |
| 1         | Sam Farha        | $398 560 |
| 2         | Phil Ivey        | $219 208 |
| 3         | Kirill Gerasimov | $112 095 |
| 4         | Josh McFarland   | $87 185  |
| 5         | Mike Wattel      | $74 730  |
| 6         | Brian Nadell     | $62 275  |
| 7         | Jeff King        | $49 820  |
| 8         | Jim Ferrel       | $37 365  |
| 9         | Ryan Hughes      | $24 910  |

### Event 13: $2 500 No Limit Hold'em
Detta var ett tredagarsevent.
- Antal inköp: 1 290
- Total prispott: $2 967 000
- Antal utbetalningar: 99
- Vinnande hand: J♣ 8♣

| Placering | Namn             | Pris     |
| --------- | ---------------- | -------- |
| 1         | Max Pescatori    | $682 389 |
| 2         | Anthony Reategui | $356 040 |
| 3         | Justin Pechie    | $206 207 |
| 4         | Michael Scott    | $148 350 |
| 5         | Corey Cheresnick | $118 680 |
| 6         | Tri Ma           | $103 845 |
| 7         | Mike Matusow     | $89 010  |
| 8         | Terrence Chan    | $74 175  |
| 9         | Matt Heinschel   | $66 578  |

### Event 14: $1 000 No Limit Hold'em with rebuys
Detta var ett tredagarsevent.
- Antal inköp: 752
- Antal rebuys: 1 670
- Total prispott: $2 317 887
- Antal utbetalningar: 74
- Vinnande hand: A♣  Q♥

| Placering | Namn             | Pris     |
| --------- | ---------------- | -------- |
| 1         | Allen Cunningham | $625 830 |
| 2         | David Rheem      | $327 981 |
| 3         | Tom Franklin     | $185 431 |
| 4         | Steve Wong       | $162 252 |
| 5         | John Hoang       | $139 073 |
| 6         | Tim Phan         | $115 894 |
| 7         | Everett Carlton  | $92 715  |
| 8         | Andy Bloch       | $67 357  |
| 9         | Alex Jacob       | $46 358  |

### Event 15: $1 000 Ladies No Limit Hold'em
Det var ett tvådagarsevent för endast kvinnor.
- Antal inköp: 1 128
- Total prispott: $1 026 480
- Antal utbetalningar: 99

| Placering | Namn                 | Pris     |
| --------- | -------------------- | -------- |
| 1         | Mary Jones           | $236 094 |
| 2         | Shanee Barton        | $123 178 |
| 3         | Beatrice Stranzinger | $71 340  |
| 4         | Reka Hallgato        | $51 324  |
| 5         | Sue Luckenbaugh      | $41 059  |
| 6         | Julie Allen          | $35 927  |
| 7         | Devi Ortega          | $30 794  |
| 8         | Laurie Scott         | $25 662  |
| 9         | Ellie Ahlgren        | $46 358  |

Vinnaren 2005, skådespelerskan Jennifer Tilly, nådde inte prispotten detta år.

### Event 16: $10 000 Pot-Limit Omaha
Detta var ett tredagarsevent.
- Antal inköp: 218
- Total prispott: $2 049 200
- Antal utbetalningar: 27

| Placering | Namn            | Pris     |
| --------- | --------------- | -------- |
| 1         | Lee Watkinson   | $655 746 |
| 2         | Mike Guttman    | $360 659 |
| 3         | Mark Dickstein  | $184 428 |
| 4         | Rafi Amit       | $143 444 |
| 5         | Hasan Habib     | $122 952 |
| 6         | Nick Gibson     | $102 460 |
| 7         | Jani Vilmunen   | $81 984  |
| 8         | Thomas Wahlroos | $61 476  |
| 9         | Mickey Appleman | $40 984  |

### Event 17: $1 000 No Limit Hold'em
Detta var ett tredagarsevent.
- Antal inköp: 2 891
- Antal utbetalningar: 270

| Placering | Namn             | Pris     |
| --------- | ---------------- | -------- |
| 1         | Jon Friedberg    | $526 185 |
| 2         | John Phan        | $289 389 |
| 3         | Mike Pomeroy     | $157 322 |
| 4         | Tom Hawkingberry | $122 596 |
| 5         | Kevin O'Donnell  | $105 232 |
| 6         | Corey Chaston    | $88 132  |
| 7         | Humberto Brenes  | $74 715  |
| 8         | Michael Halford  | $61 561  |
| 9         | Thang Luu        | $49 722  |

### Event 18: $2 000 Pot Limit Hold'em
Detta var ett tredagarsevent.
- Antal inköp: 590
- Total prispott: $1 073 800
- Antal utbetalningar: 54

| Placering | Namn              | Pris     |
| --------- | ----------------- | -------- |
| 1         | Eric Kesselman    | $311 403 |
| 2         | Hyon "Skip" Kim   | $164 291 |
| 3         | Christopher Viox  | $85 904  |
| 4         | Kevin Ross        | $75 166  |
| 5         | Jason Sagle       | $64 428  |
| 6         | Jim McManus       | $53 690  |
| 7         | Dustin Holmes     | $42 952  |
| 8         | Christopher Black | $32 214  |
| 9         | Harry Thomas      | $21 476  |

### Event 19: $1 000 Seniors No Limit Hold'em
Detta var ett tvådagarsevent.
- Antal inköp: 1 184
- Total prispott: $1 077 440
- Antal utbetalningar: 99

| Placering | Namn            | Pris     |
| --------- | --------------- | -------- |
| 1         | Clare Miller    | $247 814 |
| 2         | Mike Nargi      | $129 293 |
| 3         | Jake Wells, Jr. | $74 882  |
| 4         | Judith Carlson  | $53 872  |
| 5         | David Claiborne | $43 098  |
| 6         | Ron Rose        | $37 710  |
| 7         | Doug Schuller   | $32 323  |
| 8         | Stan Schrier    | $26 936  |
| 9         | John Vorhaus    | $24 242  |

### Event 20: $50 000H.O.R.S.E.
Detta var ett tredagarsevent, som växlade mellan spelen limit Texas Hold'em, Omaha Hi-Lo, Razz, Seven Card Stud och Seven Card Stud Hi-Lo Eight or Better. Vid finalbordet bytte spelet till no limit Texas Hold'em. Detta event hade det högsta inköpet i WSOP:s historia.
- Antal inköp: 143
- Total prispott: $6 864 000
- Antal utbetalningar: 16

| Placering | Namn               | Pris       |
| --------- | ------------------ | ---------- |
| 1         | David "Chip" Reese | $1 716 000 |
| 2         | Andy Bloch         | $1 029 000 |
| 3         | Phil Ivey          | $617 760   |
| 4         | Jim Bechtel        | $549 120   |
| 5         | T. J. Cloutier     | $480 480   |
| 6         | David Singer       | $411 840   |
| 7         | Dewey Tomko        | $343 200   |
| 8         | Doyle Brunson      | $274 560   |
| 9         | Patrik Antonius    | $205 920   |

### Event 21: $2 500 No Limit Hold'em Shorthanded
Detta var ett tredagarsevent, med maximalt sex spelare per bord.
- Antal inköp: 740
- Total prispott: $1 702 000
- Antal utbetalningar: 72

| Placering | Namn            | Pris     |
| --------- | --------------- | -------- |
| 1         | William Chen    | $442 511 |
| 2         | Nath Pizzolatto | $238 280 |
| 3         | Mike Guttman    | $139 564 |
| 4         | Dan Hicks       | $107 226 |
| 5         | Alex Bolotin    | $78 292  |
| 6         | Harry Demetriou | $58 719  |

Detta var William Chens andra förstaplacering och femte ITM-placering för årets WSOP.

### Event 22: $2 000 No Limit Hold'em
Detta var ett tredagarsevent.
- Antal inköp: 1 579
- Total prispott: $2 873 780
- Antal utbetalningar: 156

| Placering | Namn              | Pris     |
| --------- | ----------------- | -------- |
| 1         | Jeff Madsen       | $660 948 |
| 2         | Paul Sheng        | $330 485 |
| 3         | Julian Gardner    | $172 427 |
| 4         | Troy Parkins      | $132 194 |
| 5         | Robert Cohen      | $112 077 |
| 6         | Robert Bright     | $94 835  |
| 7         | Michael Chow      | $83 340  |
| 8         | Billy Duarte, Jr. | $71 845  |
| 9         | John Shipley      | $60 349  |

Jeff Madsen blev i och med detta världens yngsta vinnare av ett WSOP-armband (bracelet) någonsin.

### Event 23: $3 000 Limit Hold'em
Detta var ett tredagarsevent.
- Antal inköp: 341
- Total prispott: $941 160
- Antal utbetalningar: 37

| Placering | Namn              | Pris     |
| --------- | ----------------- | -------- |
| 1         | Ian Johns         | $291 755 |
| 2         | Jerrod Ankenman   | $150 586 |
| 3         | Javier Torresola  | $75 293  |
| 4         | Theo Tran         | $65 881  |
| 5         | Mark Newhouse     | $56 470  |
| 6         | Tad Jurgens       | $47 058  |
| 7         | Brendan Taylor    | $37 646  |
| 8         | Benjamin Robinson | $28 235  |
| 9         | Fi Tran           | $18 823  |

### Event 24: $3 000 Omaha Hi-low Split
Detta var ett tredagarsevent.
- Antal inköp: 352
- Total prispott: $971 520
- Antal utbetalningar: 36

| Placering | Namn                 | Pris     |
| --------- | -------------------- | -------- |
| 1         | Scott Clements       | $301 175 |
| 2         | Thor Hansen          | $155 443 |
| 3         | Brent Carter         | $77 772  |
| 4         | Martin "Dick" Corpuz | $68 006  |
| 5         | Ronald Matsuura      | $58 291  |
| 6         | Phil Hellmuth, Jr.   | $48 576  |
| 7         | Peter Costa          | $38 861  |
| 8         | Stephen Ladowsky     | $29 146  |
| 9         | Alex Limjoco         | $19 430  |

### Event 25: $2 000 No Limit Hold'em Shootout
Detta var ett tredagarsevent.
- Antal inköp: 600
- Total prispott: $1 092 000
- Antal utbetalningar: 100

| Placering | Namn              | Pris     |
| --------- | ----------------- | -------- |
| 1         | David Pham        | $240 222 |
| 2         | Charlie Sewell    | $124 488 |
| 3         | Roland De Wolfe   | $65 520  |
| 4         | Jerald Williamson | $49 140  |
| 5         | Chad Layne        | $43 680  |
| 6         | Jason Dewitt      | $38 220  |
| 7         | David Bach        | $32 760  |
| 8         | Dustin Woolf      | $27 300  |
| 9         | Adam Kagin        | $21 840  |
| 10        | Jeff Heiberg      | $16 380  |

### Event 26: $1 500 Pot Limit Omaha
Detta var ett tvådagarsevent.
- Antal inköp: 526
- Total prispott: $716 625
- Antal utbetalningar: 54

| Placering | Namn              | Pris     |
| --------- | ----------------- | -------- |
| 1         | Rafael Perry      | $207 817 |
| 2         | George Abdallah   | $109 644 |
| 3         | Brian Kocur       | $57 330  |
| 4         | Zhang Luzhe       | $50 164  |
| 5         | Ray Lynne         | $42 998  |
| 6         | Spiro Mitrokostas | $35 831  |
| 7         | Frank Henderson   | $28 665  |
| 8         | Jason Newburger   | $21 499  |
| 9         | Russ Salzer       | $14 333  |

#### Special event: $1 500 Pot Limit Omaha with Rebuys
Detta var ett speciellt, ej schemalagt event.
- Antal inköp: 158
- Antal rebuys: 492
- Total prispott: $908 100
- Antal utbetalningar: 18

| Placering | Namn             | Pris     |
| --------- | ---------------- | -------- |
| 1         | Eric Froehlich   | $299 675 |
| 2         | Sherkhan Farnood | $165 274 |
| 3         | Chau Giang       | $90 810  |
| 4         | Kevin O'Donnell  | $72 648  |
| 5         | Bruno Fitoussi   | $54 486  |
| 6         | Matt Overstreet  | $45 405  |
| 7         | Richard Freire   | $36 324  |
| 8         | Rafi Amit        | $27 243  |
| 9         | Ayaz Mahmood     | $18 162  |

### Event 27: $1 500 No Limit Hold'em
Detta var ett tvådagarsevent.
- Antal inköp: 2 126
- Total prispott: $2 901 990
- Antal utbetalningar: 198

| Placering | Namn              | Pris     |
| --------- | ----------------- | -------- |
| 1         | Mats Rahmn        | $655 141 |
| 2         | Richard To        | $333 729 |
| 3         | Padraig Parkinson | $203 139 |
| 4         | Chris Birchby     | $145 100 |
| 5         | James Sileo       | $116 080 |
| 6         | Michael Binger    | $101 570 |
| 7         | Jordan Morgan     | $87 060  |
| 8         | Ashwin Sarin      | $72 550  |
| 9         | Billy Duarte Jr.  | $58 040  |

### Event 28: $5 000 Seven Card Stud
Detta var ett tvådagarsevent.
- Antal inköp: 183
- Total prispott: $855 400
- Antal utbetalningar: 16

| Placering | Namn             | Pris     |
| --------- | ---------------- | -------- |
| 1         | Benjamin Lin     | $256 620 |
| 2         | Shahram Sheikhan | $171 080 |
| 3         | Cyndy Violette   | $102 648 |
| 4         | Allen Kessler    | $76 986  |
| 5         | John Cernuto     | $55 601  |
| 6         | Patrick Bueno    | $38 493  |
| 7         | Lupe Munquia     | $29 939  |
| 8         | Mike Caro        | $21 385  |

### Event 29: $2 500 Pot Limit Hold'em
Detta var ett tredagarsevent.
- Number of buyins: 562
- Total prispott: $1 292 600
- Antal utbetalningar: 54

| Placering | Namn              | Pris     |
| --------- | ----------------- | -------- |
| 1         | John Gale         | $374 849 |
| 2         | Maros Lechman     | $197 768 |
| 3         | Kevin Ho          | $103 408 |
| 4         | Joseph Hachem     | $90 482  |
| 5         | Alex Jacob        | $77 556  |
| 6         | Lee Grove         | $64 630  |
| 7         | Jeffrey Robertson | $51 704  |
| 8         | Lee Markholt      | $38 778  |
| 9         | Gregory Alston    | $25 852  |

### Event 30: $5 000 No Limit Hold'em Shorthanded
Detta var ett tredagarsevent, med maximalt sex spelare per bord.
- Antal inköp: 507
- Total prispott: $2 382 900
- Antal utbetalningar: 54

| Placering | Namn             | Pris     |
| --------- | ---------------- | -------- |
| 1         | Jeff Madsen      | $643 381 |
| 2         | Erick Lindgren   | $357 435 |
| 3         | Tom Franklin     | $214 461 |
| 4         | Tony Woods       | $150 123 |
| 5         | Jonathan Gaskell | $119 145 |
| 6         | Paul Foltyon     | $83 402  |

Jeff Madsen, som blev den yngsta vinnaren av ett WSOP-armband en vecka tidigare, vann härmed sitt andra armband och hamnade för tredje gången på ett finalbord under detta årets WSOP.

### Event 31: $2 000 No Limit Hold'em
Detta var ett tredagarsevent.
- Antal inköp: 2 050
- Total prispott: $3 731 000
- Antal utbetalningar: 198

| Placering | Namn             | Pris     |
| --------- | ---------------- | -------- |
| 1         | Justin Scott     | $842 262 |
| 2         | Farzad Rouhani   | $429 065 |
| 3         | Robert Bright    | $261 170 |
| 4         | Gregory Glass    | $186 550 |
| 5         | Nathan Templeton | $149 240 |
| 6         | Carl Olson       | $130 585 |
| 7         | Josh Wakeman     | $111 930 |
| 8         | Jason Johnson    | $93 275  |
| 9         | Bryan Micon      | $74 620  |

### Event 32: $5 000 Pot Limit Hold'em
Detta var ett tredagarsevent.
- Antal inköp: 378
- Total prispott: $1 776 600
- Antal utbetalningar: 37

| Placering | Namn             | Pris     |
| --------- | ---------------- | -------- |
| 1         | Jason Lester     | $550 746 |
| 2         | Alan Sass        | $284 256 |
| 3         | Stuart Fox       | $142 128 |
| 4         | Tony Hartman     | $124 362 |
| 5         | Michael Tedesco  | $106 596 |
| 6         | Greg Turk        | $88 830  |
| 7         | Emad Tamtou      | $71 064  |
| 8         | Tommy Smi        | $53 298  |
| 9         | Kirill Gerasimov | $35 532  |

### Event 33: $1 500 Seven CardRazz
Detta var ett tvådagarsevent.
- Antal inköp: 409
- Total prispott: $558 285
- Antal utbetalningar: 40

| Placering | Namn                  | Pris     |
| --------- | --------------------- | -------- |
| 1         | James Richburg        | $139 576 |
| 2         | Juan Carlos Mortensen | $94 908  |
| 3         | Steven Diano          | $61 411  |
| 4         | Cliff Josephy         | $39 080  |
| 5         | Ron Ritchie           | $30 706  |
| 6         | Richard Sklar         | $25 123  |
| 7         | John Cernuto          | $19 540  |
| 8         | Jamie Brooks          | $13 957  |

### Event 34: $1 000 No Limit Hold'em with rebuys
Detta var ett tredagarsevent.
- Antal inköp: 754
- Antal rebuys:
- Total prispott: $2 340 238
- Antal utbetalningar: 73

| Placering | Namn              | Pris     |
| --------- | ----------------- | -------- |
| 1         | Phil Hellmuth Jr  | $631 863 |
| 2         | Juha Helppi       | $331 144 |
| 3         | Daryn Firicano    | $187 219 |
| 4         | John Spadavecchia | $163 817 |
| 5         | Terris Preston    | $140 414 |
| 6         | Elio Cabrera      | $117 012 |
| 7         | David Plastik     | $93 610  |
| 8         | Ralph Perry       | $70 207  |
| 9         | Tony G            | $46 805  |

Phil Hellmuth Jr kvitterade i och med vinsten antalet WSOP-antalet tillsammans med legenderna Johnny Chan och Doyle Brunson, då de alla vid detta läge stod som ägare till tio stycken.

### Event 35: $1 000 Seven Card Stud Hi Low Split
Detta var ett tvådagarsevent.
- Antal inköp: 788
- Total prispott: $717 080
- Antal utbetalningar: 72

| Placering | Namn             | Pris     |
| --------- | ---------------- | -------- |
| 1         | Patrick Poels    | $172 091 |
| 2         | Greg Dinkin      | $102 542 |
| 3         | Jeff Madsen      | $65 971  |
| 4         | Mark Bershad     | $49 479  |
| 5         | William Edler    | $39 439  |
| 6         | Hoyt Verner      | $32 269  |
| 7         | Rodney H. Pardey | $25 098  |
| 8         | Leo Fasen        | $17 927  |

### Event 36: $1 500 Limit Hold'em Shootout
Detta var ett tredagarsevent.
- Antal inköp: 524
- Total prispott: $715 260
- Nuumber of payouts: 54

| Placering | Namn               | Pris     |
| --------- | ------------------ | -------- |
| 1         | Victoriano Perches | $157 338 |
| 2         | Arnold Spee        | $78 679  |
| 3         | Anders Henriksson  | $50 068  |
| 4         | Ralph Porter       | $39 339  |
| 5         | Tom Schneider      | $28 610  |
| 6         | Marianno Garcia    | $17 882  |

### Event 37: $1 500 No Limit Hold'em
Detta var ett tredagarsevent.
- Antal inköp: 2 803
- Antal utbetalningar: 270

| Placering | Namn             | Pris     |
| --------- | ---------------- | -------- |
| 1         | James Gorham     | $765 226 |
| 2         | Osman Kibar      | $420 870 |
| 3         | Mohamad Ilyas    | $228 800 |
| 4         | Åge Spets        | $178 296 |
| 5         | Nicholas Ronyecz | $153 044 |
| 6         | Miff Fagerlie    | $128 174 |
| 7         | Jason Strasser   | $108 661 |
| 8         | George Christian | $89 531  |
| 9         | Peter Dalhuijsen | $72 313  |

### Event 38: $5 000 No Limit 2-7 DrawLowballwith rebuys
Detta var ett tredagarsevent.
- Antal inköp: 81
- Antal rebuys:
- Total prispott: $1 164 048
- Number of payours: 7
- Vinnande hand: 8-6-5-3-2

| Placering | Namn             | Pris     |
| --------- | ---------------- | -------- |
| 1         | Daniel Alaei     | $430 698 |
| 2         | David Williams   | $256 091 |
| 3         | Phillipe Rouas   | $162 967 |
| 4         | Men Nguyen       | $128 045 |
| 5         | Greg Raymer      | $93 124  |
| 6         | Allen Cunningham | $58 202  |
| 7         | Eliyahu Levy     | $34 921  |

### Event 39: $10 000 No Limit Hold'em Championship Event
Även kallat "Main Event". Påbörjades den 28 juli och nådde finalbord den 10 augusti.
Jamie Gold tog hem armbandet, titeln och den största utdelningen någonsin i pokerns historia, $12 000 000. Gold stod som chipleader nästan hela tiden under den andra veckan i turneringen och slog ut sju av åtta spelare på finalbordet.
- Antal inköp: 8 773
- Total prispott: $82 512 162
- Antal utbetalningar: 873

| Placering | Namn             | Pris        |
| --------- | ---------------- | ----------- |
| 1         | Jamie Gold       | $12 000 000 |
| 2         | Paul Wasicka     | $6 102 499  |
| 3         | Michael Binger   | $4 123 310  |
| 4         | Allen Cunningham | $3 628 513  |
| 5         | Rhett Butler     | $3 216 182  |
| 6         | Richard Lee      | $2 803 851  |
| 7         | Douglas Kim      | $2 391 520  |
| 8         | Erik Friberg     | $1 979 189  |
| 9         | Dan Nassif       | $1 566 858  |

### Event 40: $1 000 No Limit Hold'em
Detta var ett tvådagarsevent.
- Antal inköp: 1 100
- Total prispott: $1 001 000
- Antal utbetalningar: 102

| Placering | Namn               | Pris     |
| --------- | ------------------ | -------- |
| 1         | Pramesh Bansi      | $230 209 |
| 2         | Anh Lu             | $120 120 |
| 3         | Baktash Gulzarzada | $63 570  |
| 4         | Fabrice Soulier    | $50 050  |
| 5         | Earl Coggin        | $40 040  |
| 6         | John Buttifant     | $35 035  |
| 7         | Mark Petrillo      | $30 030  |
| 8         | Nick Memeti        | $25 025  |
| 9         | Vijayan Nagarajan  | $22 523  |

### Event 41: $1 500 No Limit Hold'em
Detta var ett tvådagarsevent.
- Antal inköp: 1 007
- Total prispott: $1 374 555
- Antal utbetalningar: 102

| Placering | Namn              | Pris     |
| --------- | ----------------- | -------- |
| 1         | Paul Kobel        | $316 144 |
| 2         | Tyler Andrews     | $164 947 |
| 3         | Ralph Perry       | $95 532  |
| 4         | Shayam Stinivasan | $68 728  |
| 5         | Eric Deregt       | $54 982  |
| 6         | Chris Solomon     | $48 109  |
| 7         | Shreeniwas Kelkar | $41 237  |
| 8         | Jonathan Stamm    | $34 364  |
| 9         | James Henson      | $30 927  |

### Event 42: $1 500 No Limit Hold'em
Detta var ett tvådagarsevent.
- Antal inköp: 352
- Total prispott: $494 130
- Antal utbetalningar: 38

| Placering | Namn           | Pris     |
| --------- | -------------- | -------- |
| 1         | James Mitchell | $153 173 |
| 2         | Stuart Fox     | $79 061  |
| 3         | Oter Stevn     | $39 530  |
| 4         | Todd Witteles  | $34 589  |
| 5         | Andrew Dean    | $29 648  |
| 6         | Robert Wing    | $24 707  |
| 7         | Koble West     | $19 765  |
| 8         | Terry Leger    | $14 824  |
| 9         | Mark McCluskey | $9 883   |

### Event 43: $1 500 No Limit Hold'em
Detta var ett tvådagarsevent.
| Placering | Namn          | Pris     |
| --------- | ------------- | -------- |
| 1         | Kevin Nathan  | $171 987 |
| 2         | J. C. Tran    | $92 301  |
| 3         | Marc Naalden  | $45 864  |
| 4         | Joel Devries  | $40 131  |
| 5         | Can Kim Hua   | $34 398  |
| 6         | Juan Alvarado | $28 665  |
| 7         | William Chen  | $22 932  |
| 8         | Randy Holland | $17 199  |
| 9         | Kevin Koch    | $11 466  |

### Event 44: $1 500 No Limit Hold'em
Detta var ett tvådagarsevent.
- Antal inköp: 481
- Total prispott: $656 565
- Antal utbetalningar: 46

| Placering | Namn            | Pris     |
| --------- | --------------- | -------- |
| 1         | Kevin Cover     | $196 968 |
| 2         | Joe Brandenburg | $105 707 |
| 3         | Josh Tiernan    | $52 525  |
| 4         | Jim Nguyen      | $45 960  |
| 5         | Marcus Collins  | $39 394  |
| 6         | Eric Baldwin    | $32 828  |
| 7         | Tommy Chaney    | $26 263  |
| 8         | Matthew Hilger  | $19 697  |
| 9         | Robert Perry    | $13 131  |

### Event 45: $1 500 No Limit Hold'em
Detta var ett tvådagarsevent.
- Antal inkp: 494
- Total prispott: $674 310
- Antal utbetalningar: 47

| Placering | Namn              | Pris     |
| --------- | ----------------- | -------- |
| 1         | Anders Henriksson | $202 291 |
| 2         | Maureen Feduniak  | $108 564 |
| 3         | Phil Hellmu       | $53 945  |
| 4         | Michael Mateo     | $47 202  |
| 5         | Lee Markholt      | $40 459  |
| 6         | Esteban Urena     | $33 716  |
| 7         | Joshua Ryan       | $26 972  |
| 8         | Tan Nguyen        | $20 229  |
| 9         | Lance Fryrear     | $13 486  |